# Mylène Demongeot
Mylène Demongeot, właśc. Marie-Hélène Demongeot (ur. 29 września 1935 w Nicei, zm. 1 grudnia 2022 w Paryżu) – francuska aktorka. Jej matka była Ukrainką. Rodzice przenieśli się do Paryża.

## Życiorys
Znana głównie z roli Hélène Gurn w serii filmów o Fantomasie (Fantomas, Fantomas wraca, Fantomas kontra Scotland Yard).
Zmarła 1 grudnia 2022 w wieku 87 lat.